# Зайцев, Юрий Григорьевич (государственный деятель)
Юрий Григорьевич Зайцев — советский хозяйственный, государственный и политический деятель.

## Биография
Родился в 1927 году в Москве. Член КПСС с 1955 года.
Участник Великой Отечественной войны, курсант Краснознаменной школы связи им. Попова учебного отряда Краснознаменного Балтийского флота
В 1960—1963 — секретарь парткома АЗЛК.
В 1963—1968 — секретарь, второй секретарь Ждановского районного комитета КПСС города Москвы.
В 1968—1977 — первый секретарь Люблинского районного комитета КПСС города Москвы.
В 1977—1978 — заведующий отделом транспорта и связи Московского городского комитета КПСС.
Делегат XXII, XXIV и XXV съездов КПСС.
Умер в Москве после 2005 года.

## Награды
- Орден Трудового Красного Знамени (04.05.1971)
- Орден Знак Почёта (04.08.1966)